# Romuald Kamiński
Romuald Kamiński (Janówka, Podláquia, 7 de fevereiro de 1955) é um clérigo católico romano polonês e bispo de Warszawa-Praga.

## Biografia
Romuald Kamiński foi admitido no Seminário Metropolitano de São João Batista, em Varsóvia, em 1975. Obteve um mestrado em Teologia. Foi ordenado sacerdote em 7 de junho de 1981, pelo bispo auxiliar de Varsóvia, Jerzy Modzelewski, com incardinação na Arquidiocese de Varsóvia.
De 1981 a 1983 foi vigário paroquial em Varsóvia e, de 1983 a 1992, Secretário Privado do Arcebispo Józef Glemp, Administrador da residência do Arcebispo e Referendário do Secretariado do Primaz da Polônia. Com a criação da diocese de Varsóvia-Praga em 25 de março de 1992, foi incardinado em seu clero e foi chanceler desta diocese. Também era membro do Conselho Presbiteral e do Colégio de Consultores. Em 1998 foi nomeado Capelão de Sua Santidade.
Papa Bento XVI nomeou-o em 8 de junho de 2005 como Bispo Titular de Aguntum e Bispo Auxiliar em Ełk. O núncio apostólico na Polônia, Józef Kowalczyk, deu-lhe a consagração episcopal em 23 de junho do mesmo ano, na Catedral de Ełk; os co-consagradores foram Kazimierz Romaniuk, Bispo Emérito de Varsóvia-Praga, e Jerzy Mazur SVD, Bispo de Ełk. Seu lema é Sub Tuum Praesidium.
Dom Romuald Kamiński ocupou o cargo de Vigário Geral, foi membro do Colégio de Consultores, do Conselho Sacerdotal e de muitas outras comissões e órgãos consultivos do Bispo de Ełk.
Até 2017, na Conferência Episcopal da Polônia, Bispo Romuald desempenhou as seguintes funções: delegado para o Diálogo entre Católicos e Muçulmanos, membro da Comissão para os Institutos de Vida Consagrada e Sociedades de Vida Apostólica, membro do Conselho para o Diálogo Religioso, membro do Conselho para a Família, presidente do Grupo para as Relações com a Conferência Episcopal Lituana, membro da Equipe de Contatos com Representantes da Igreja Greco-Católica na Ucrânia e presidente da Equipe de Pastoral dos Serviços de Saúde.
Em 14 de setembro de 2017, o Papa Francisco nomeou Mons. Kamiński como Bispo Coadjutor de Warszawa-Praga. Com a renúncia do arcebispo Henryk Hoser em 8 de dezembro, ele o sucedeu como bispo de Warszawa-Praga. A solenidade de posse ocorreu no dia 20 de janeiro do ano seguinte.
Em 2019, recebeu a Medalha da Comissão Nacional de Educação.